# Uchentein
Uchentein – miejscowość i dawna gmina we Francji, w regionie Oksytania, w departamencie Ariège. W 2013 roku liczba ludności wynosiła 21 mieszkańców. 
W dniu 1 stycznia 2017 roku z połączenia dwóch ówczesnych gmin – Les Bordes-sur-Lez oraz Uchentein – utworzono nową gminę Bordes-Uchentein. Siedzibą gminy została miejscowość Les Bordes-sur-Lez. 